# Fléré-la-Rivière

Fléré-la-Rivière este o comună în departamentul Indre, Franța. În 1 ianuarie 2022 avea o populație de 549 de locuitori.